# Championnat de France de rugby à XIII 1996-1997
Navigation
Édition précédente Édition suivante
Le Championnat de France de rugby à XIII 1996-1997 oppose pour la saison 1996-1997 les meilleures équipes françaises de rugby à XIII. 

## Déroulement de la compétition

### Classement général
- Poule A

| Rang | Club          | Pts | J  | V  | N | D  |
| ---- | ------------- | --- | -- | -- | - | -- |
| 1    | Limoux        | 38  | 14 | 12 | 0 | 2  |
| 2    | Saint-Estève  | 37  | 14 | 11 | 1 | 2  |
| 3    | Carpentras    | 30  | 14 | 8  | 0 | 6  |
| 4    | Saint-Gaudens | 30  | 14 | 7  | 2 | 5  |
| 5    | Albi          | 29  | 14 | 7  | 1 | 6  |
| 6    | Toulouse      | 28  | 14 | 7  | 0 | 7  |
| 7    | Villefranche  | 18  | 14 | 2  | 0 | 12 |
| 8    | Avignon       | 14  | 14 | 0  | 0 | 14 |

- Poule B

| Rang | Club               | Pts | J  | V  | N | D  |
| ---- | ------------------ | --- | -- | -- | - | -- |
| 1    | Villeneuve-sur-Lot | 40  | 14 | 13 | 0 | 1  |
| 2    | XIII Catalan       | 36  | 14 | 10 | 2 | 2  |
| 3    | Carcassonne        | 32  | 14 | 9  | 0 | 5  |
| 4    | Lyon-Villeurbanne  | 30  | 14 | 8  | 0 | 6  |
| 5    | Lézignan           | 28  | 14 | 7  | 0 | 7  |
| 6    | Pia                | 21  | 14 | 3  | 1 | 10 |
| 7    | Toulouges          | 18  | 14 | 2  | 0 | 12 |
| 8    | Cannes             | 18  | 14 | 2  | 0 | 12 |

### Phase finale
Les quarts de finale se déroulent les 9 et 23 février 1997. Les demi-finales se déroulent les ? et 20 mars 1997.
|  | Quarts de finale   | Quarts de finale   | Quarts de finale   | Quarts de finale   |              |              | Demi-finales | Demi-finales | Demi-finales | Demi-finales |  |  | Finale | Finale | Finale | Finale |
|  |                    |                    |                    |                    |              |              |              |              |              |              |  |  |        |        |        |        |
|  |                    |                    |                    |                    |              |              |              |              |              |              |  |  |        |        |        |        |
|  |                    |                    |                    |                    |              |              |              |              |              |              |  |  |        |        |        |        |
|  | Carcassonne        | Carcassonne        | 12                 | 19                 |              |              |              |              |              |              |  |  |        |        |        |        |
|  | Carcassonne        | Carcassonne        | 12                 | 19                 |              |              |              |              |              |              |  |  |        |        |        |        |
|  | Saint-Estève       | Saint-Estève       | 28                 | 44                 |              |              |              |              |              |              |  |  |        |        |        |        |
|  | Saint-Estève       | Saint-Estève       | 28                 | 44                 | Saint-Estève | Saint-Estève | 22           | 42           |              |              |  |  |        |        |        |        |
|  |                    |                    |                    |                    | Saint-Estève | Saint-Estève | 22           | 42           |              |              |  |  |        |        |        |        |
|  |                    |                    | XIII Catalan       | XIII Catalan       | 22           | 18           |              |              |              |              |  |  |        |        |        |        |
|  | Carpentras         | Carpentras         | XIII Catalan       | XIII Catalan       | 22           | 18           | 18           | 10           |              |              |  |  |        |        |        |        |
|  | Carpentras         | Carpentras         |                    |                    |              |              |              | 10           |              |              |  |  |        |        |        |        |
|  | XIII Catalan       | XIII Catalan       | 22                 | 54                 |              |              |              |              |              |              |  |  |        |        |        |        |
|  | XIII Catalan       | XIII Catalan       | 22                 | 54                 | Saint-Estève | Saint-Estève | 28           | 28           |              |              |  |  |        |        |        |        |
|  |                    |                    |                    |                    | Saint-Estève | Saint-Estève | 28           | 28           |              |              |  |  |        |        |        |        |
|  |                    |                    | Villeneuve-sur-Lot | Villeneuve-sur-Lot | 24           | 24           |              |              |              |              |  |  |        |        |        |        |
|  | Lyon-Villeurbanne  | Lyon-Villeurbanne  | Villeneuve-sur-Lot | Villeneuve-sur-Lot | 24           | 24           | 28           | 18           |              |              |  |  |        |        |        |        |
|  | Lyon-Villeurbanne  | Lyon-Villeurbanne  |                    |                    |              |              |              |              |              |              |  |  |        |        |        |        |
|  | Limoux             | Limoux             | 31                 | 50                 |              |              |              |              |              |              |  |  |        |        |        |        |
|  | Limoux             | Limoux             | 31                 | 50                 | Limoux       | Limoux       | 30           | 16           |              |              |  |  |        |        |        |        |
|  |                    |                    |                    |                    | Limoux       | Limoux       | 30           | 16           |              |              |  |  |        |        |        |        |
|  |                    |                    | Villeneuve-sur-Lot | Villeneuve-sur-Lot | 28           | 27           |              |              |              |              |  |  |        |        |        |        |
|  | Saint-Gaudens      | Saint-Gaudens      | Villeneuve-sur-Lot | Villeneuve-sur-Lot | 28           | 27           | 30           | 18           |              |              |  |  |        |        |        |        |
|  | Saint-Gaudens      | Saint-Gaudens      |                    |                    |              |              |              | 18           |              |              |  |  |        |        |        |        |
|  | Villeneuve-sur-Lot | Villeneuve-sur-Lot | 28                 | 36                 |              |              |              |              |              |              |  |  |        |        |        |        |
|  | Villeneuve-sur-Lot | Villeneuve-sur-Lot | 28                 | 36                 |              |              |              |              |              |              |  |  |        |        |        |        |
|  |                    |                    |                    |                    |              |              |              |              |              |              |  |  |        |        |        |        |

### Finale - 30 mars 1997
(mt : 22 - 8)
Points marqués :
- Saint-Estève : 5 essais de Vergès (4e), Brown (13e et 79e), Elliot (24e) et Siebold (39e) ; 4 transformations de Torreilles (13e) et Crismanovicth (24e et 39e et 79e).
- Villeneuve-sur-Lot : 3 essais d'Austerfield (17e), Lacombe (42e) et Despin (50e) ; 3 transformations de Banquet (17e, 42e, 50e) ; 3 pénalités de Banquet (35e, 43e, 66e).

Évolution du score : 
Arbitre : M. Arribaud (Aude)
Spectateurs : 12 000
Composition des équipes :
- Saint-Estève : Elliott - Eric Van Brussel, Ronel Zenon, Bruno Vergès, Sébastien Berdu - Pierre Chamorin (o), Todd Brown  (m) - Simon Philips, Patrick Torreilles, Anthony Seibold, Bernard Cartier, Jérôme Guisset, Mathieu Khedimi - Frédéric Sana, Laurent Nicolas, Sylvain Crismanovich, Stéphane Chamorin - Entraîneur :
- Villeneuve-sur-Lot : Laurent Lucchese - Bernard Lacombe, Shaun Austerfield, Frédéric Banquet, Éric Lucianaz - David Despin(o), Christophe Canal (m) - John Edmonds, Vincent Wulf, Vea Bloomfield, Régis Brioux, Emmanuel Peralta, Williams - Jérôme Bisson, Franck Goffin, Fabien Devecchi, Jean-Luc Vareilles - Entraîneur : David Ellis

## Effectifs des équipes présentes
| Saint-Estève | Nicolas Avril Sébastien Berdu Josh Bostosk Todd Brown (m) Bernard Cartier Pierre Chamorin (o) Stéphane Chamorin Christophe Charcos Sylvain Crismanovich Elliott Jean-Marc Garcia Jérôme Guisset Mathieu Khedimi Laurent Nicolas Farid Ouramdane Ludovic Pena Simon Philips Philippe Pujol Frédéric Sana Anthony Seibold Patrick Torreilles Eric Van Brussel Bruno Vergès Ronel Zenon Entraîneur : Roger Palisses & Abet Baklouch | Villeneuve-sur-Lot | Shaun Austerfield Frédéric Banquet Jérôme Bisson Vea Bloomfield Andrew Brent Régis Brioux Laurent Cambres Christophe Canal (m) Laurent Céotto David Despin (o) Fabien Devecchi John Edmonds Franck Goffin Emmanuel Fauvel Marc Fonfrège Bernard Lacombe Laurent Lucchese Éric Lucianaz Régis Pastre-Courtine Emmanuel Peralta Karim Rezzoug Jean-Luc Vareilles Williams Vincent Wulf Entraîneur : David Ellis |
| XIII Catalan | Miloud Berrabah Pascal Bomati (o) Stéphane Bonnet Didier Cabestany Laurent Cambres Xavier Clara Paquito Cordoba (m) Ludovic Dauré Lionel David Anthony Edwards Didier Foulquier Francis Gomez Pascal Jampy Alan Lio Bernard Llong Taï Pepere Stéphane Téna Entraîneur : Jean-Christophe Vergeynst | Limoux             | Patrick Albérola Adolphe Alésina Jérôme Alonso Vincent Banet (m) Hadj Boudebza Benoît Bourrel Frédéric Bourrel (o) Arnaud Cervello Jean-Luc Delarose Daniel Divet Peter Dowling John Elias Laurent Frayssinous David Gagliazzo Rodney Hill Cédric Jalibert David Kasianow Tea Liava’a Philippe Mourgues Christophe Rossel Olivier Rougé David Sabatier Frédéric Teixido Entraîneur : Daniel Sokolow           |
| Carcassonne  | Jérôme Azéma Ballarin Mickaël Barthe Beka Patrice Benausse Lee Briers Camps Brian Capewell Nick Devine Luc Eychenne Gambier Giacomel Patrice Gonzalez Pierre Gonzalez Lilian Hébert David Marty Paul Mills Gaby Molinier Pascal Mons Sébastien Ormières Raffié Cédric Raynaud Éric Rémirez Daniel Rigby Rodriguez Walter Sabatier Patrice Satgé Richard Shiel Hervé Trautenaere Villanueva                                       | Carpentras         | Patrick Acroué Nicolas Couttet Mario Femia David Fraisse Olivier Léonard Andrew McIlwaine Olivier Rostaing Bagdad Yaha Entraîneur : Marius Frattini |
| Toulouse     | Sean Mullins | Lyon-Villeurbanne  | Vai Afoa |